# بروس كاسويل
بروس كاسويل هو سياسي أمريكي، ولد في 20 أكتوبر 1949. نشط حزبياً في Michigan Republican Party ‏ والحزب الجمهوري. وقد انتخب عضو مجلس نواب ميشيغان ‏.